# Scutum
Scutum (Sct), o Escudo, é uma constelação do hemisfério celestial sul. O genitivo, usado para formar nomes de estrelas, é Scuti. Representa o escudo do rei João III Sobieski da Polônia.
As constelações vizinhas, segundo as delineações contemporâneas, são a Águia, a Cauda da Serpente e o Sagitário.

## História
A constelação foi nomeada em 1684 pelo astrônomo polonês Johannes Hevelius como Scutum Sobiescianum (Escudo de Sobieski), para comemorar a vitória das forças cristãs lideradas pelo rei Jan III Sobieski na Batalha de Viena. Mais tarde, o nome foi abreviado para Scutum.
Cinco estrelas brilhantes de Scutum (α Sct, β Sct, δ Sct, ε Sct e η Sct) eram anteriormente conhecidas como 1, 6, 2, 3 e 9 Aquilae, respectivamente.
Coincidentemente, os chineses também associaram essas estrelas com armaduras de batalha, incorporando-as ao asterismo maior conhecido como Tien Pien, ou seja, o Casco Celestial (ou Capacete).